# Cybaeodes sardus
Espèce
Cybaeodes sardus est une espèce d'araignées aranéomorphes de la famille des Liocranidae.

## Distribution
Cette espèce est endémique de Sardaigne en Italie. Elle se rencontre vers Laconi.

## Description
La femelle holotype mesure 3,33 mm.

## Étymologie
Son nom d'espèce lui a été donné en référence au lieu de sa découverte, la Sardaigne.

## Publication originale
- Platnick & Di Franco, 1992 : On the relationships of the spider genus Cybaeodes (Araneae, Dionycha). American Museum novitates, no 3053, p. 1-9 (texte intégral).